# Acht Privilegien
Die acht Privilegien (chinesisch 八議 / 八议, Pinyin Bā Yì), auch „acht Privilegierte Gruppen“ oder „acht Vorschläge“, galten im traditionellen chinesischen Recht seit der Tang-Dynastie als Umstände, die sich strafmildernd auswirken konnten, indem die betreffenden Personen dem zuständigen Richter entzogen und dem Urteil des Kaisers unterstellt wurden.
Die acht Privilegien fanden im Fall der zehn Übel keine Anwendung.

## Privilegierte Gruppen
- Verwandte des Kaisers
- Alte Gefolgsleute des Kaisers
- Tugendhafte Männer deren Verhalten und Rede als beispielhaft für das Land gelten.
- Befähigte, talentierte Menschen im Bereich der Führung von Armeen, Regierungsgeschäften.
- Menschen die Großes vollbracht haben.
- Bestimmte hohe Beamte und Träger von Adelstiteln.
- Eifrige und gewissenhafte Armee- und Zivilbeamte.
- Staatsgäste, die Nachkommen vorhergehender Dynastien wurden als solche betrachtet.